# Ћ
Ћ, ћ（称呼为 ће，će）是一个塞尔维亚语、黑山语使用的西里尔字母。

## 字母的次序
在塞尔维亚语字母中排第23位，在黑山语字母中排第25位。

## 音值
在塞尔维亚语、黑山语为 /ʨ/。

## 转写
ћ 在转写成拉丁字母时，通常转写作 ć 。

## 字符编码
| 字符编码 | Unicode | ISO 8859-5 | KOI8-C |
| -------- | ------- | ---------- | ------ |
| 大写 Ћ   | U+040B  | AB         | BB     |
| 小写 ћ   | U+045B  | FB         | AB     |

## 参看
- Т т（西里尔字母）
- Ć ć（拉丁字母）